# كولت مكوي
كولت مكوي (بالإنجليزية: Colt McCoy) هو لاعب كرة قدم أمريكية أمريكي، ولد في 5 سبتمبر 1986 في هوبز في الولايات المتحدة.

## وصلات خارجية
- كولت مكوي على موقع مرجع كرة القدم المحترفة.كوم (الإنجليزية)